# Ognjeni vihar
Ognjeni vihar (tudi ognjena nevihta) je izredno nevaren pojav, ki ob ustreznih pogojih nastane ob velikih (predvsem gozdnih) požarih. 
Ob požaru, ki sprošča izredno visoke temperature, se v središču požara zaradi termike zrak začne hitro dvigati, pri tleh pa zato priteka zaloga hladnega zraka. Ker tako ogenj dobiva vedno nove količine potrebnega zraka in s tem kisika, se ogenj vedno bolj širi ter »požira« vedno večje količine zraka. Zato se požar lahko vzdržuje sam od sebe, dotok svežega zraka pa omogoča nastanek izredno visokih temperatur. Tako visoke temperature zaradi toplotnega sevanja povzročijo vžig gorljivih snovi v bližnji okolici ognjenega viharja, kar povzroči širitev požara. Pri požarih v naravi so še posebej nevarne suhe snovi in iglavci, ki vsebujejo veliko količino smole.  Zaradi dviganja zraka lahko nastanejo tudi ognjeni vrtinci, ki potujejo naključno in tudi lahko pripomorejo k širjenju požara.
Nastali vetrovi lahko dosežejo izredno velike hitrosti (tudi okrog 200 km/h) in imajo zmožnost povzročiti združitev več manjših požarov v večjega. Ognjeni vihar povzroči, da se v širši okolici središča požara zadušijo vsa živa bitja, saj ogenj porabi ves potreben kisik.

## Ognjeni vihar v urbanih področjih
Tudi v urbanih predelih lahko ob obsežnejših požarih pride do pojava ognjenega viharja. Ravno ta pojav naj bi v kombinaciji z nekdaj množično uporabo lesenih konstrukcij v zgodovini ob požarih povzročil uničenje velikega dela mest. 
Ta pojav so opazili tudi med drugo svetovno vojno, ko so zavezniška vojna letalstva bombardirali nemška mesta (glej npr. bombardiranje Dresdna, 1945), enako se je zgodilo tudi pri jedrskem bombardiranju Hirošime in Nagasakija, kjer je ognjeni vihar s hitrostjo okrog 1000 km/h povzročil večji del škode.